# Paspalum glumaceum
Paspalum glumaceum är en gräsart som beskrevs av Clayton. Paspalum glumaceum ingår i släktet tvillinghirser, och familjen gräs. Inga underarter finns listade i Catalogue of Life.